# Diekman Stadion
Il Diekman Stadion è stato uno stadio situato di Enschede, nei Paesi Bassi. Ha ospitato le partite casalinghe della squadra di calcio del Twente dal 1965 al 1998.

## Storia
Quando è iniziata la costruzione dello stadio non si sapeva ancora quale squadra di calcio avrebbe ospitato. VV Rigtersbleek, Enschedese Boys e Sportclub Enschede erano interessati a giocare le partite casalinghe nell'impianto. L'Enschedese Boys, squadra campione dei Paesi Bassi orientali nel 1950, sembrava favorita per la scelta, ma il consiglio comunale di Enschede spinse per la fusione dei tre club, di fronte alla quale le tre società opposero un rifiuto.
L'8 agosto 1956 il Diekman Stadion fu inaugurato con una partita tra Sportclub Enschede e Sportclub Preußen 06 Münster, compagine della Germania Ovest, alla presenza di 22.000 spettatori. Abe Lenstra segnò il primo gol nello stadio, su calcio di rigore, e la partita si concluse con la vittoria per 3-0  dello Sportclub Enschede.
Nel 1965 lo Sportclub Enschede si fuse con l'Enschedese Boys per creare il Football Club Twente e il 12 agosto 1965 il Football Club Twente esordì nello stadio in un'amichevole contro l'Aston Villa.
Il 3 novembre 1968 il Twente vinse una partita casalinga contro l'Ajax per 5-1 davanti a 26.500 spettatori, record di affluenza per il Diekman Stadion.
Il 21 maggio 1975 si tenne al Diekman Stadion la finale di ritorno di Coppa UEFA, vinta dal Borussia M'gladbach per 5-1 contro il Twente. I tedeschi occidentali si aggiudicarono il trofeo, dopo lo 0-0 della gara d'andata. 
Il 22 aprile 1998 si giocò l'ultima partita allo stadio, quella tra Twente e Heerenveen, con la vittoria dei padroni di casa per 3-1 davanti a 10.000 spettatori. Martijn Abbenhues segnò l'ultimo gol al Diekman Stadion. Il Twente si è trasferì poi all'Arke Stadion, impianto di nuova costruzione successivamente ampliato per assumere la forma dell'attuale De Grolsch Veste.
L'ultimo evento sportivo tenutosi al Diekman Stadion fu la trentesima Maratona di Enschede, svoltasi il 7 giugno 1998 e vinta dal gibutiano Ahmed Salah. Lo stadio fu poi demolito.

## Incontri internazionali

### Finale di Coppa UEFA
- Twente 1-5  Borussia M'gladbach - (ritorno, 21 maggio 1975).